# کورت فریکه
کورت فریکه (۸ نوامبر ۱۸۸۹ – ۲ مه ۱۹۴۵) دریاسالار کریگسمارینه (نیروی دریایی) آلمان نازی در طول جنگ جهانی دوم بود و به دلیل خدمات خود صلیب شوالیه صلیب آهنین را دریافت نمود.

## زندگی‌نامه
فریکه در ۱ آوریل ۱۹۱۰ وارد دانشکده افسری نیروی دریایی امپراتوری آلمان (کایزرلیشه مارینه) شد. او در دوران دانشجویی در دانشکده افسری در کشتی اس‌ام‌اس هرتا خدمت کرد و از آکادمی نیروی دریایی مورویک فارغ‌التحصیل شد. پس از فارغ‌التحصیلی او در رزم‌ناو اس‌ام‌اس مولتکه خدمت کرد. در ۲۷ سپتامبر ۱۹۱۳ به درجه ناوبانی ارتقا یافت. در طول جنگ جهانی اول، در نبرد داگر بانک حضور داشت. سال ۱۹۱۶ به درجه ناوبان یکمی ارتقا یافت و برای خدمت به قایق‌های اژدرافکن G101 و G103 منتقل شد. در ۷ مارس ۱۹۱۸ او به عنوان نایب فرمانده قایق‌های اژدرافکن به خدمت گرفته شد و تا پایان جنگ در این سمت باقی ماند.
پس از جنگ در اداره مرکزی نیروی دریایی آلمان به عنوان آجودان فرمانده کل نیروی دریایی خدمت کرد. از سال ۱۹۲۲ تا ۱۹۲۴ در ناوگروه ۱ خدمت کرد و در آن ناوگروه فرماندهی ناوشکن‌های T139 و T148 را بر عهده گرفت. سپتامبر ۱۹۲۴، به عنوان افسر گروهان در یک یگان پدافند ساحلی خدمت کرد. در سال ۱۹۲۸ به درجه ناوسروان ارتقا یافت. سه سال به عنوان آجودان به وزیر رایشسور خدمت کرد.
در سال ۱۹۲۹ فرماندهی نیمی از اسکادران قایق‌های اژدرافکن را بر عهده گرفت. در ۱۶ سپتامبر ۱۹۳۱ او فرمانده کشتی ناوگان قایق‌های اژدرافکن I شد. در سال ۱۹۳۳ او فرمانده کل قایق‌های اژدرافکن شد. فریکه در ۱ آوریل ۱۹۳۴ به درجه فریگاتن کاپیتن (نوعی درجه نظامی در نیروی دریایی آلمان که معادل ناخدا سوم می‌باشد) ارتقا یافت. فریکه سپس با درجه سرهنگی (ناخدا) به عنوان رئیس ستاد بازرسی ناوشکن و جنگ‌افزار مین منصوب شد. او از اکتبر ۱۹۳۶ تا سپتامبر ۱۹۳۷ در آکادمی ورماخت خدمت کرد. پس از این پست آکادمیک، فریکه در فرماندهی عالی نیروی دریایی به عنوان رئیس بخش عملیات فرماندهی جنگ‌های دریایی مشغول به کار شد. در ۳۰ آوریل ۱۹۳۹ فریکه افسر رابط فرمانده کل نیروی هوایی آلمان (هرمان گورینگ) شد..
پس از آغاز جنگ جهانی دوم، در ۱ نوامبر ۱۹۳۹ به درجه دریابانی دست یافت و در ۱ ژوئن ۱۹۴۱ به درجه دریاسالاری ارتقا یافت. از ۱۳ ژوئن ۱۹۴۱ تا ۲۰ فوریه ۱۹۴۳ به عنوان رئیس ستاد فرماندهی جنگ‌های دریایی مشغول به کار بود. فریکه که در ۱ آوریل ۱۹۴۲ به عنوان دریابدی ارتقا یافته بود، به عنوان فرمانده کل ناوگان دریایی آلمان در جنوب منصوب شد. ماه دسامبر ۱۹۴۴ در فوررریزرو قرار داده شد. در ۲ می ۱۹۴۵ در جریان نبرد برلین کشته شد.

## افتخارات
- صلیب آهنین (۱۹۱۴)
  - درجه ۲ (۴ ژانویه 1915)[۱]
  - درجه ۱ (۲۸ ژوئن 1916)[۱]
- صلیب فریدریش آگوست (اولدنبورگ)
  - درجه ۲ (۲۵ مه 1916)[۲]
  - درجه ۱ (۳ آوریل 1918)[۲]
- صلیب هانزیاتن، هامبورگ (۱۴ ژوئن 1916)[۲]
- نشان صلیب شوالیه خاندان هونزولرن با شمشیرها (۵ مارس 1918)[۲]
- صلیب شوالیه، اولین درجه نشان شمشیر (سوئد، ۱۲ ژوئیه 1930)[۲]
- صلیب افتخار جنگ جهانی 1914/1918 1914/1918 (1934)[۲]
- مدال سودتنلند (۲۲ مه ۱۹۳۹)
- جایزه خدمات طولانی ورماخت، اولین با درجه چهارم (۲ اکتبر 1936)[۲]
- نشان شایستگی نیروی دریایی، درجه ۳ سفید رنگ (اسپانیا، ۲۱ اوت ۱۹۳۹)
- نوار گیره به صلیب آهنین (۱۹۳۹)
  - درجه ۲ (۱ اکتبر 1939)[۱]
  - درجه ۱ (۲۷ نوامبر 1939)[۱]
- مدال ممل (۲۶ اکتبر ۱۹۳۹)
- نشان تاج یوگسلاوی، درجه ۲ با ستاره (۹ نوامبر ۱۹۳۹)
- نشان شایستگی نظامی (بلغارستان)، درجه ۱ با نشان جنگ (بلغارستان، ۱۹۴۲)
- نشان صلیب آزادی، درجه ۱ با برگ‌های بلوط و شمشیرها (فنلاند، ۲۵ مارس ۱۹۴۲)
- سفارش مایکل دلیر، درجه ۳ (۱ سپتامبر ۱۹۴۲)
- صلیب بزرگ نشان تاج پادشاه زونیمیر با شمشیرها (کرواسی، ۲۶ سپتامبر ۱۹۴۲)
- صلیب شوالیه صلیب آهنین در ۱ اکتبر ۱۹۴۲ به عنوان دریابد و رئیس ستاد فرماندهی جنگ‌های دریایی در فرماندهی عالی نیروی دریایی[۳][۴]
- صلیب بزرگ نشان ستاره رومانی با شمشیرها و مدال پرهیزگاری نظامی رومانی (۷ اکتبر ۱۹۴۲)